# Botswana Defence Force XI
El Botswana Defence Force XI Football Club también conocido como BDF XI, es un equipo de fútbol de Botsuana que milita en la Liga Premier de Botsuana, la liga de fútbol más importante del país. El club también ha participado en otros torneos nacionales organizados por la Asociación de Fútbol de Botsuana, como la Copa Desafío de Botsuana.

## Historia
Fue fundado en el año 1978, en la capital Gaborone como el equipo representante de las Fuerzas de Defensa de Botsuana y es uno de los equipos más exitosos de Botsuana, al acumular 7 títulos de liga y 3 torneos de copa. Es el equipo que representa al ejército nacional.
A nivel continental ha participado en 10 ocasiones, donde su mejor actuación ha sido la Copa CAF 2002, donde llegó a la segunda ronda.

## Palmarés

### Torneos nacionales
- Liga Premier de Botsuana (7):[10] 1981, 1988, 1989, 1991, 1997, 2002 y 2004.
- Copa Desafió de Botsuana (3):[11] 1989, 1998 y 2004.
- Copa Mascom Top 8 (1): 2014
- Subcampeón de la Copa Desafió de Botsuana (4): 1991, 1995, 2006 y 2009.

## Participación en competiciones de la Confederación Africana de Fútbol
| Temporada | Torneo                            | Ronda      | Club                 | Casa  | Visita | Global  |
| --------- | --------------------------------- | ---------- | -------------------- | ----- | ------ | ------- |
| 1982      | Copa Africana de Clubes Campeones | 1          | Dynamos FC           | 1-2   | 2-2    | 3-4     |
| 1989      | Copa Africana de Clubes Campeones | Preliminar | Matlama FC           | 1-1   | 1-4    | 2-5     |
| 1990      | Copa Africana de Clubes Campeones | Preliminar | AS Sotema            | 2-1   | 0-1    | 2-2 (a) |
| 1992      | Copa Africana de Clubes Campeones | Preliminar | Mbabane Highlanders  | 1-1   | 0-1    | 1-2     |
| 1998      | Liga de Campeones de la CAF       | Preliminar | Telecom Wanderers    | 1-1   | 0-3    | 1-4     |
| 1999      | Recopa Africana                   | Preliminar | FC Djivan            | 3-1   | 0-0    | 3-1     |
| 1999      | Recopa Africana                   | 1          | Orlando Pirates FC   | 1-3   | 0-6    | 1-9     |
| 2002      | Copa CAF                          | 1          | Kabwe Warriors FC    | w.o.1 | w.o.1  | w.o.1   |
| 2002      | Copa CAF                          | 2          | Al-Masry Club        | 4-2   | 0-2    | 4-4 (a) |
| 2003      | Liga de Campeones de la CAF       | Preliminar | Simba SC             | 1-3   | 0-1    | 1-4     |
| 2005      | Copa Confederación de la CAF      | Preliminar | Sonangol do Namibe   | 3-1   | 1-1    | 4-2     |
| 2005      | Copa Confederación de la CAF      | 1          | FC Saint Eloi Lupopo | 1-0   | 0-2    | 1-2     |
| 2015      | Copa Confederación de la CAF      | Preliminar | Young Africans SC    | 2-1   | 0-1    | 2-2 (a) |

1- Kabwe Warriors abandonó el torneo.